# Jonas Millard
Jonas Michael Millard, född 11 september 1981 i Karlstads församling i Värmlands län, är en svensk politiker (sverigedemokrat). Han var ordinarie riksdagsledamot 2014–2019, invald för Västra Götalands läns norra valkrets 2014–2018 och Örebro läns valkrets 2018–2019.
Millard är uppvuxen i Örebro och har studerat informationsteknologi. Han blev heltidspolitiker 2010 i Örebro läns landsting och var kommunalråd i Örebro kommun 2011–2014. Platsen i kommunfullmäktige i Örebro lämnade Millard den 9 februari 2017.
Den 14 december 2018 avslöjade Dagens Nyheter att Millard under ett anonymt konto på internetforumet Flashback hade publicerat hundratals kvinnohatiska inlägg med uppmaningar till våldtäkt och tips om hur man köper sex i Thailand. Millard nekade till att han skulle uppmana till våld och påstod att andra hade använt kontot. Han nekade dock inte till att han själv hade köpt sex utomlands. Den 19 december samma år meddelade partiet att Millard skulle lämna riksdagen. Per Söderlund utsågs till ny ordinarie riksdagsledamot från och med 1 februari 2019 sedan Millard avsagt sig uppdraget.